# Algernon Coolidge
Algernon Sidney Coolidge est un chirurgien ORL américain né à Boston le 24 janvier 1860 et mort le 16 août 1912.  Il est connu pour ses travaux sur l'endoscopie ORL et de l'œsophage, et est le premier à réaliser une bronchoscopie en Amérique du Nord, pour retirer un corps étranger (l'article fut publié le 30 septembre 1899).

## Biographie
Algernon Coolidge est le fils de Joseph Coolidge IV (1798-1879) et Eleonora Wayles Coolidge (1796-1876, fille du gouverneur de Virginie Thomas Mann Randolph Jr. et petite-fille du président américain Thomas Jefferson), une famille brahmane de Boston. Son frère jumeau Philip Sidney est tué le 19 septembre 1863 pendant la Guerre de Sécession à la bataille de Chickamauga.
Diplômé de l'université Harvard en 1853, il a également étudié la médecine à Vienne.
Il épouse Mary Coolidge, née Lowell (1833-1915) en 1856. Le couple a eu cinq enfants : Algernon Sidney Coolidge, Jr. ; Francis Lowell Coolidge ; Sidney Coolidge ; Ellen Wayles Coolidge et Mary Lowell Barton.
Il exerce au Massachusetts General Hospital à partir de 1888. Il est nommé professeur en 1911. Algernon Coolidge prend sa retraite en 1920 et rejoint ensuite un comité destiné à l'amélioration des conditions dans les hôpitaux psychiatriques.